# Hilton Lacerda
Hilton Lacerda (Recife, 12 de agosto de 1965) é um cineasta e roteirista brasileiro. 

## Biografia
Lacerda cursou jornalismo na Universidade Católica de Pernambuco e Educação Artística na Universidade Federal de Pernambuco, mas não concluiu nenhum dos cursos. Sua iniciação no cinema deu-se em 1988 como assistente de Lírio Ferreira em O Crime da Imagem.
Seu destaque maior veio com o roteiro de Baile Perfumado, dirigido por Lírio Ferreira, contando a atribulada vida do imigrante sírio-libanês Benjamin Abrahão Botto. Realizou ainda diversos videoclipes para músicos conterrâneos, além de ter trabalhado junto a cineastas e atores como Cláudio Assis, Kiko Goifman e Matheus Nachtergale.
O cineasta também participa da produção de programas televisivos, com documentários. Um exemplo é o curta-metragem "O Pernambuco de Antônio Nóbrega", em parceria com outros cineastas, e exibido pela Tv Cultura.

## Filmografia
Dentre outros, Lacerda foi roteirista dos seguintes filmes:
- 1997 - Baile Perfumado
- 1999 - Texas Hotel
- 2002 - Amarelo Manga
- 2004 - Árido Movie
- 2006 - Baixio das Bestas
- 2007 - Cartola - Música para os Olhos
- 2008 - A Festa da Menina Morta
- 2011 - Febre do Rato
- 2011 - Capitães da Areia
- 2012 - Augustas
- 2013 - Tatuagem
- 2014 - Big Jato
- 2017 - Corpo Elétrico

Foi, também, diretor:
- 2007 - Cartola - Música para os Olhos
- 2013 - Tatuagem
- 2019 - Fim de Festa